# Cassius Winston
Cassius Winston (Michigan, 28 de fevereiro de 1998) é um jogador norte-americano de basquete profissional que atualmente joga no Washington Wizards da National Basketball Association (NBA).
Ele jogou basquete universitário em Michigan State e foi selecionado pelo Oklahoma City Thunder como a 53º escolha geral no Draft da NBA de 2020.

## Carreira no ensino médio
Winston, um armador de 1,85 m, estudou na University of Detroit Jesuit High School and Academy em Detroit. 
Em seu último ano, ele liderou sua equipe para um título do Campeonato Estadual MHSAA Classe A e foi nomeado Mr. Basquete de Michigan.

### Recrutamento
| Nome | Cidade Natal                           | Escola                            | Altura             | Peso           | Data                   |
| --- | -------------------------------------- | --------------------------------- | ------------------ | -------------- | ---------------------- |
| Cassius Winston PG | Detroit, MI                            | University of Detroit Jesuit (MI) | 6 ft 1 in (1.85 m) | 179 lb (81 kg) | 18 de Setembro de 2015 |
| Cassius Winston PG | Recrutamento: Rivals: ESPN: 247sports: |                                   |                    |                |                        |
| - Nota: Em muitos casos, Scout, Rivals, 247Sports e ESPN podem entrar em conflito em suas listas de altura e peso, nestes casos, a média foi obtida. - Fonte: |                                        |                                   |                    |                |                        |

## Carreira universitária

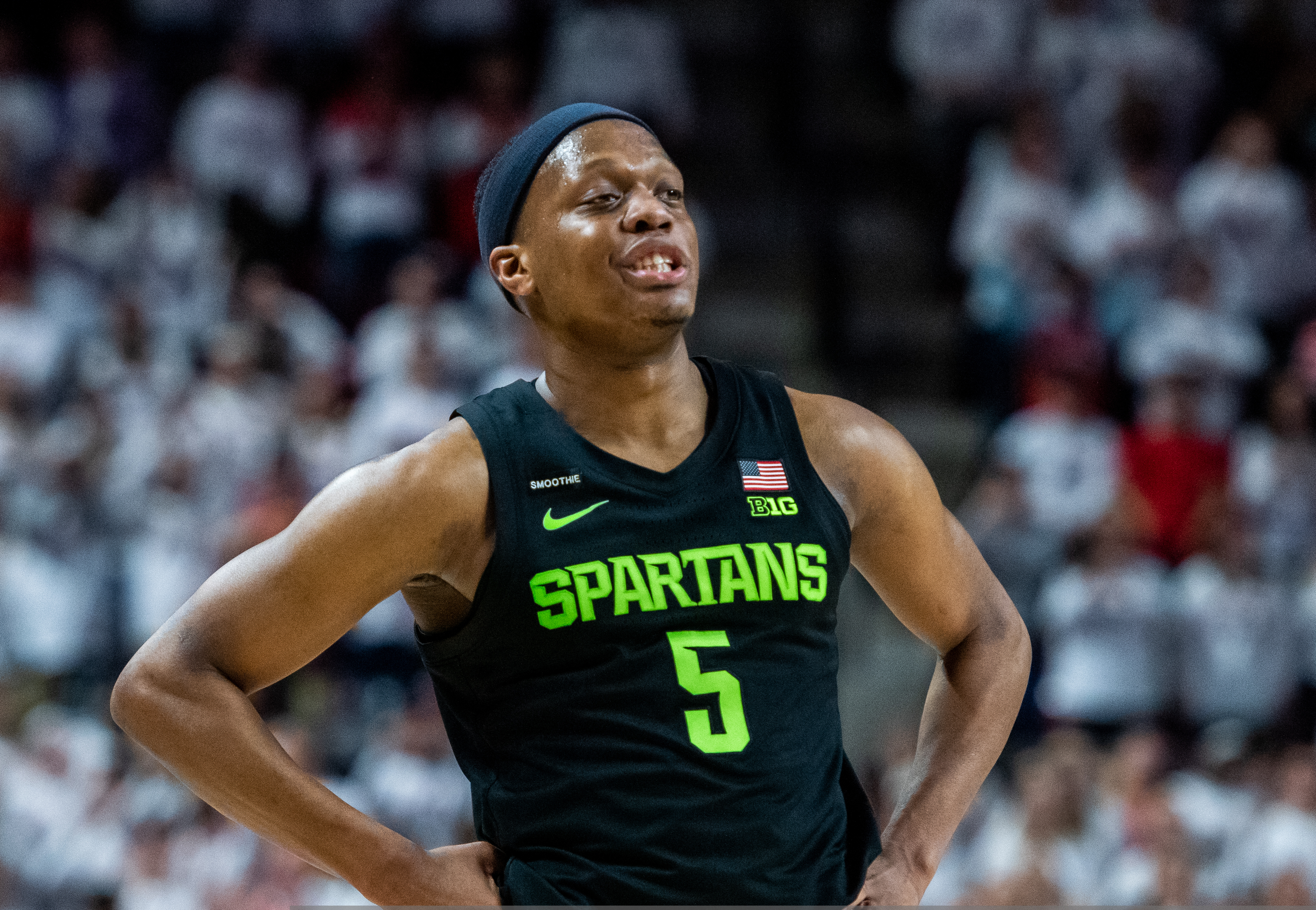
Winston em fevereiro de 2020

Ele escolheu frequentar a Universidade Estadual de Michigan e teve médias de 6,7 pontos e 5,2 assistências em 35 jogos como calouro. Em seu segundo ano, ele se tornou titular e teve médias de 12,6 pontos e 6,9 assistências, sendo chamado para a Terceira-Equipe da Big Ten Conference.
Em sua terceira temporada, Winston foi nomeado o Jogador do Ano da Big Ten. Em 31 de março de 2019, ele registrou 20 pontos e 10 assistências em uma vitória por 68-67 contra Duke no Elite Oito do Torneio da NCAA de 2019.
Em sua última temporada, Winston perdeu um jogo contra Western Michigan com uma contusão óssea no joelho. Ele marcou 32 pontos, o recorde de sua carreira, em uma vitória por 87-69 sobre Michigan em 5 de janeiro de 2020. Winston ultrapassou o recorde de Mateen Cleaves de 816 assistências na Big Ten após uma vitória contra Wisconsin. No final da temporada regular, ele foi nomeado para a Primeira-Equipe da Big Ten pelos treinadores e pela mídia após ter médias de 18,3 pontos e 5,9 assistências.

## Carreira profissional

### Washington Wizards (2020–Presente)
Em 18 de novembro de 2020, Winston foi selecionado pelo Oklahoma City Thunder como a 53ª escolha geral no draft da NBA de 2020. Seus direitos foram posteriormente negociados com o Washington Wizards e, em 28 de novembro de 2020, ele assinou um contrato de mão dupla. No entanto, como o afiliado de Washington, o Capital City Go-Go, se retirou da G-League, ele foi designado para o Erie BayHawks, fazendo sua estreia em 10 de fevereiro de 2021.
Em 19 de agosto de 2021, Winston assinou um segundo contrato de mão dupla com os Wizards. Ele jogou em 7 jogos pelos Wizards durante a temporada de 2021-22.

## Estatísticas da carreira

### NBA

#### Temporada regular
| Ano      | Equipe     | PJ | PT | MPJ | AP   | 3P   | LL    | RT | AS  | BR | TO | PPJ |
| -------- | ---------- | -- | -- | --- | ---- | ---- | ----- | -- | --- | -- | -- | --- |
| 2020–21  | Washington | 22 | 0  | 4.5 | .424 | .471 | .833  | .4 | .5  | .1 | .0 | 1.9 |
| 2021–22  | Washington | 7  | 0  | 5.6 | .364 | .333 | 1.000 | .1 | 1.0 | .0 | .0 | 2.0 |
| Carreira | Carreira   | 29 | 0  | 5.0 | .394 | .402 | .916  | .2 | .7  | .0 | .0 | 1.9 |

#### Playoffs
| Ano  | Equipe     | PJ | PT | MPJ | AP   | 3P   | LL | RT  | AS  | BR | TO | PPJ |
| ---- | ---------- | -- | -- | --- | ---- | ---- | -- | --- | --- | -- | -- | --- |
| 2021 | Washington | 1  | 0  | 5.0 | .333 | .000 | —  | 2.0 | 1.0 | .0 | .0 | 2.0 |

### Universitário
| Ano      | Equipe         | PJ  | PT  | MPJ  | AP   | 3P   | LL   | RT  | AS  | BR  | TO | PPJ  |
| -------- | -------------- | --- | --- | ---- | ---- | ---- | ---- | --- | --- | --- | -- | ---- |
| 2016–17  | Michigan State | 35  | 5   | 20.7 | .423 | .380 | .775 | 1.8 | 5.2 | .7  | .1 | 6.7  |
| 2017–18  | Michigan State | 35  | 34  | 28.1 | .507 | .497 | .900 | 3.4 | 6.9 | .7  | .1 | 12.6 |
| 2018–19  | Michigan State | 39  | 39  | 33.5 | .460 | .398 | .840 | 3.0 | 7.5 | 1.0 | .1 | 18.8 |
| 2019–20  | Michigan State | 30  | 30  | 32.7 | .448 | .432 | .852 | 2.5 | 5.9 | 1.2 | .0 | 18.6 |
| Carreira | Carreira       | 139 | 108 | 28.7 | .459 | .426 | .841 | 2.6 | 6.3 | .8  | .1 | 14.1 |

Fonte:

## Vida pessoal
Winston tem dois irmãos mais novos, Zachary e Khy, que jogavam basquete no Albion College. Em 9 de novembro de 2019, Zachary Winston foi morto após ser atropelado por um trem.